# Pozytywizm warszawski

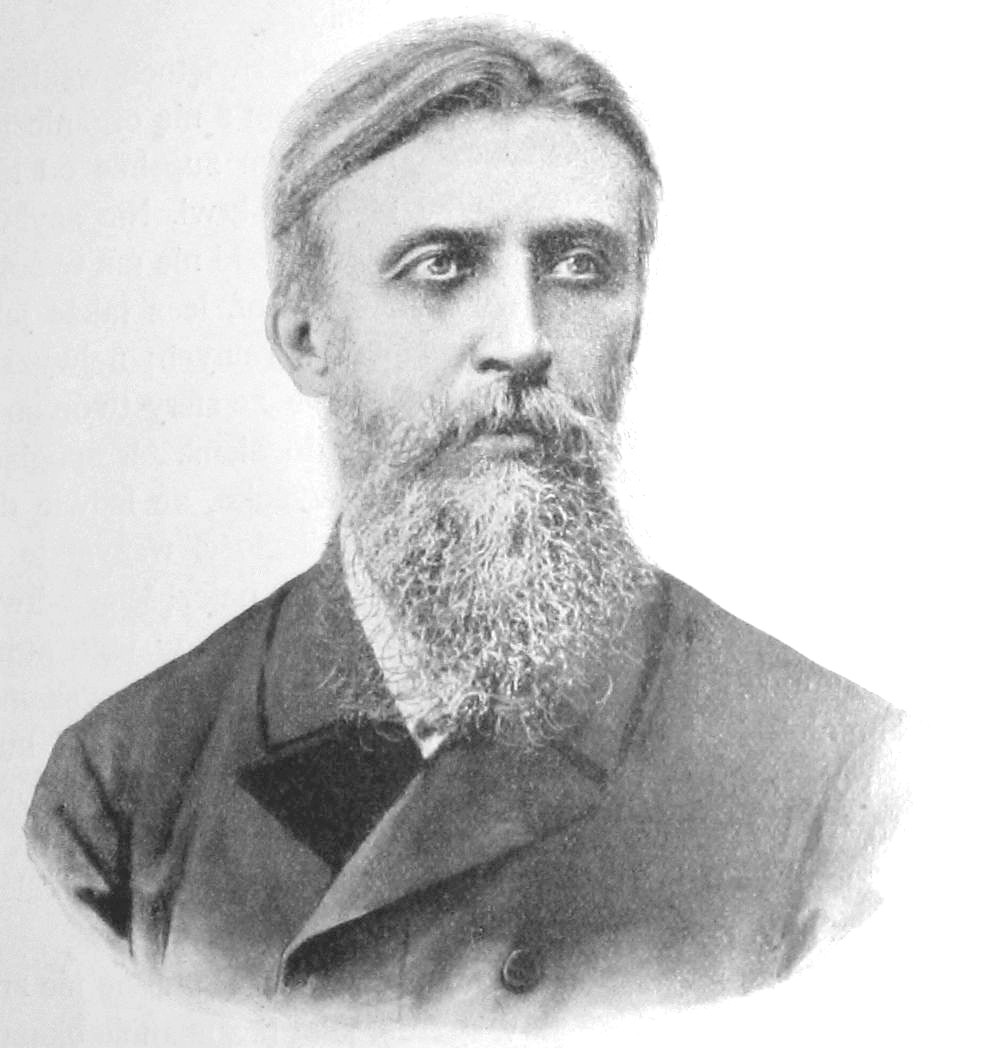
Aleksander Świętochowski

Pozytywizm warszawski – prąd umysłowy oraz ruch społeczny rozwijający się w Polsce po klęsce powstania styczniowego. Jako koncepcję światopoglądową przyjął założenia pozytywizmu. Głównym ośrodkiem kształtowania się ideologii pozytywizmu warszawskiego w Polsce była Warszawa (stąd nazwa), do twórców zaś należeli m.in.: Aleksander Świętochowski, Bolesław Prus, Piotr Chmielowski, Julian Ochorowicz.
Szczególne znaczenie przypisywano nauce, opartej na doświadczeniu i rozumie. Jej ideał widziano we wzorze stworzonym przez nauki przyrodnicze i przyjęto jako zasadniczy punkt odniesienia w interpretacji zjawisk rzeczywistości. Również głoszone przez pozytywizm warszawski koncepcje człowieka i społeczeństwa miały podłoże biologiczne. Społeczeństwo traktowano jak żywy organizm, a odniesieniem dla rozwoju społecznego była ewolucja w świecie przyrody.
Na oblicze pozytywizmu warszawskiego zasadniczy wpływ miała sytuacja społeczno-polityczna, a zwłaszcza boleśnie przeżywane klęski kolejnych zrywów niepodległościowych. Już po upadku powstania listopadowego zaczęto głosić, zwłaszcza w Wielkopolsce, potrzebę legalnej dobrze zorganizowanej pracy nad zabezpieczeniem polskiego stanu posiadania oraz rozwoju rodzimej gospodarki, nauki i kultury. Podobne inicjatywy pojawiły się w Galicji (publicystyka „Dziennika Literackiego”, prace Józefa Supińskiego, m.in. Szkoła polska gospodarstwa społecznego 1862–65), a w Królestwie Polskim po 1864 dążności te stały się programem młodego pokolenia.
Najważniejszymi hasłami były: praca u podstaw, czyli działalność warstw wykształconych na rzecz rozwoju oświaty wśród ludu, oraz praca organiczna (termin powstał w Wielkopolsce), czyli dobrze zorganizowana, harmonijna współpraca wszystkich warstw i środowisk społecznych nad wszechstronnym rozwojem kraju, unowocześnienie polskiej gospodarki, rozwój nauki w nawiązaniu do najnowszych osiągnięć europejskich, upowszechnienie kształcenia zawodowego, emancypacja kobiet, zrównanie w prawach wszystkich obywateli niezależnie od narodowości i wyznania.
Dążenia te znalazły wyraz w publicystyce, zwłaszcza na łamach tzw. młodej prasy, do której należał m.in. najważniejszy organ teoretyczny ruchu „Przegląd Tygodniowy Życia Społecznego, Literatury i Sztuk Pięknych” (tu artykuły-manifesty Groch na ścianę A. Wiślickiego, My i wy Aleksandra Świętochowskiego), a także „Nowiny” i „Prawda”. Grupę pism umiarkowanych tworzyły: „Niwa”, „Opiekun Domowy” (od 1872) oraz „Ateneum”. Ważną rolę odgrywał petersburski „Kraj”, który docierał do polskich czytelników w odległych rejonach cesarstwa rosyjskiego.
Młoda prasa propagowała naukową myśl Zachodu, walczyła o przebudowę świadomości zbiorowej i o upowszechnienie programu społecznego nowego pokolenia. Podejmowano inicjatywy wydawnicze, akcje odczytowe, przekładano dzieła zagranicznych myślicieli. Próbę stworzenia oryginalnej wersji polskiego pozytywizmu podjął Ochorowicz (Wstęp i pogląd ogólny na filozofię pozytywną 1872), w której usystematyzował problematykę współczesnych badań filozoficznych, odwołał się do polskich prekursorów racjonalizmu i empiryzmu (Jan i Jędrzej Śniadeccy), proponował nową klasyfikację naukową.
Ofensywa pozytywizmu warszawskiego trwała do ok. 1880. W tym czasie utrwalił się rozpad jedności pokoleniowej (powstała grupa tzw. młodych konserwatystów, skupionych wokół „Niwy”, od 1882 także dziennika „Słowo”, wielu przedstawicieli pozytywizmu warszawskiego, rozczarowanych rozwojem sytuacji, zaczęło w różny sposób rewidować własne poglądy), do głosu doszło nowe pokolenie, które poddało krytyce założenia prądu (młodzi socjaliści, grupa skupiona wokół tygodnika „Głos” od 1886). Przedstawiciele pozytywizmu warszawskiego nadal jednak tworzyli i publikowali swe dzieła, niezmiennie uznawali powieść za najdogodniejszy gatunek dla reedukacji społecznej. Działalność większości z nich wygasła na początku XX w.